# Campeonato Mundial de Ciclismo en Ruta de 1996
El Campeonato Mundial de Ciclismo en Ruta de 1996 tuvo lugar del 9 al 13 de octubre de 1996 a Lugano, Suiza. Esta fue la primera ocasión en que se disputaron las pruebas masculinas del ruta sub-23 y el contrarreloj sub-23.

## Resultados
| Pruebas :                                       | Oro                        | Oro        | Plata                         | Plata    | Bronce                          | Bronce   |
| Masculinas                                      |                            |            |                               |          |                                 |          |
| Hombres - carrera en línea                      | Johan Museeuw · Bélgica    | 6h 23' 50" | Mauro Gianetti · Suiza        | + 1"     | Michele Bartoli · Italia        | + 29"    |
| Hombres- contrarreloj                           | Alex Zülle · Suiza         | 48' 13"    | Chris Boardman Reino Unido    | + 40"    | Tony Rominger · Suiza           | + 42"    |
| Femeninas                                       |                            |            |                               |          |                                 |          |
| Mujeres - carrera en línea                      | Barbara Heeb · Suiza       | 2h 53' 05" | Rasa Polikevičiūtė · Lituania | + 17"    | Linda Jackson · Canadá          | + 37"    |
| Mujeres - contrarreloj                          | Jeannie Longo Francia      | 35' 16.07" | Catherine Marsal Francia      | + 49"    | Alessandra Cappellotto · Italia | + 54.40" |
| Masculinas sub-23                               |                            |            |                               |          |                                 |          |
| Hombres - menores de 23 años - carrera en línea | Giuliano Figueras · Italia | 4h 23' 50" | Roberto Sgambelluri · Italia  | + 1"     | Luca Sironi · Italia            | + 29"    |
| Hombres- menores de 23 años - contrarreloj      | Luca Sironi · Italia       | 37' 51.89" | Roberto Sgambelluri · Italia  | + 52.49" | Andreas Klöden · Alemania       | + 56.50" |